# Irmgard Abs-Wurmbach
Irmgard Abs-Wurmbach (19 de desembre de 1938 - 8 d'abril de 2020) va ser una mineralogista alemanya, filla del zoòleg alemany Hermann Wurmbach.
Va fer una significant contribució a la química dels cristalls, les relacions d'estabilitat i les propietats físiques de la braunita. L'any 1990 va ser aprovada l'abswurmbachita, un mineral de la classe dels silicats que pertany al grup de la braunita. T. Reinecke, E. Tillmanns i H.-J. Bernhardt, els seus descobridors, van decidir anomenar aquesta nova espècie en honor d'ella com a reconeixement per les seves investigacions.
Va ser professora i investigadora a la Universitat de Bonn, la Universitat del Ruhr de Bochum, la Universitat de Berna i la Universitat de Marburg, abans de ser professora de mineralogia aplicada a la Universitat Tècnica de Berlín, on va exercir des de l'any 1991. Va fer investigacions en el camp de l'absorció, la ressonància d'espin electrònic i de l'espectroscòpia de Mößbauer.